# William Frederick Denning
William Frederick Denning (* 25. November 1848 in Redpost; † 9. Juni 1931 in Bristol) war ein britischer Astronom.
Er verbrachte viel Zeit mit dem Auffinden von Kometen, was ihm auch gelang. Zu seinen Entdeckungen gehören der periodische Komet 72P/Denning-Fujikawa und der inzwischen verlorene Komet D/1894 F1, dessen Wiederauffindung das Minor Planet Center am 18. August 2024 mit MPEC 2024-Q14 bekanntgab. 
Er suchte und untersuchte außerdem Meteore and Novae. Dabei entdeckte er auch Nova Cygni 1920 (V476 Cygni).

## Ehrungen
- 1898 Goldmedaille der Royal Astronomical Society
- 2009 Namensgeber für den Asteroiden (71885) Denning[1]

Außerdem sind Krater auf dem Mars und Mond nach ihm benannt. 